# Зубрівське урочище
49°47′28″ пн. ш. 24°2′26″ сх. д. / 49.79111° пн. ш. 24.04056° сх. д.
Зубрівське уро́чище (до 2025 року — Піонерське)  — місцевість Львова (в районі Сихова), де від 1956 року до 1980 року за лісопарком «Зубра» існувало створене комсомольцями водоймище — ставок «Піонерське озеро», площею 20 гектарів, яке наповнювалось водами річки Зубри. 
1978 року це озеро надихнуло Львівського художника Івана Прийдана до створення художнього полотна. На цьому полотні він намалював Львів і відпочинок жителів Львова на цій водоймі.
Нині на місці озера — урочище у вигляді висушеної долини, куди все ще люблять приходити сихівчани.
Згідно з постановою Кабінету Міністрів від 17 січня 2025 року № 49 «Про перейменування деяких географічних об’єктів» урочище було перейменоване на Зубрівське.